# Golf de Saint-Cloud
Le golf de Saint-Cloud est un club de golf français situé sur les communes de Garches, Rueil-Malmaison et Vaucresson (Hauts-de-Seine), qui comprend deux parcours de 18 trous.

## Historique
Le golf est le troisième le plus ancien en Ile-de-France, faisant suite aux golfs de La Boulie (1901) et de Fontainebleau (1909). Il doit sa création à l'avocat américain Henry Cachard, qui fait l'acquisition en 1911 du domaine de Buzenval, un terrain boisé de 75 ha où l'impératrice Joséphine avait vécu au XIXe siècle. Le premier 18 trous (parcours vert) voit le jour en 1913, suivi d'un second (parcours jaune) construit entre 1924 en 1930. Le club-house est construit en 1923 sur les plans de l'architecte français Louis Süe.
Le 12 avril 1960, Éric le fils de Roland Peugeot, enfant âgé de 4 ans et demi, fut enlevé sur le site du golf sous les yeux de sa nourrice. Il fut ensuite l'objet d'une rançon avant d'être libéré sain et sauf par ses ravisseurs.
À partir d'avril 1983, François Mitterrand jouait neuf trous avec Jacques Attali à Saint-Cloud tous les lundis matin.
L'open de France a été organisé à quatorze reprises (1926, 1932, 1937, 1946, 1948, 1951, 1954, 1957, 1960, 1963, 1968, 1980, 1984 et 1987) sur le vert, avant que celui-ci ne s'installe au Golf national à partir de 1991.

## Parcours
Le parcours vert fut dessiné par Harry S. Colt, un architecte anglais qui a notamment réalisé en France ceux de Granville (1912), Saint-Germain (1920), Biarritz-Le Phare (1924), Chantaco Saint-Jean-de-Luz (1928) et Le Touquet-La Mer (1930). Le trou no 8 offre une belle perspective sur la tour Eiffel.
Les green-keepers de Saint-Cloud travaillent avec Stuart Hallet, architecte anglais spécialisé dans les parcours d'Harry S. Colt, pour en conserver l'esprit.